# Johannes Viljoen
Johannes Hendrikus Viljoen (ur. 11 stycznia 1904 w Hanoverze, zm. 3 września 1976 w Centurionie) – południowoafrykański lekkoatleta, mistrz Igrzysk Imperium Brytyjskiego, olimpijczyk.
Był wszechstronnym lekkoatletą. Wystąpił na igrzyskach olimpijskich w 1928 w Amsterdamie w biegu na 100  metrów (odpadł w ćwierćfinale), biegu na 110 metrów przez płotki (odpadł w półfinale), skoku w dal (odpadł w kwalifikacjach), trójskoku (odpadł w kwalifikacjach) i dziesięcioboju (nie ukończył). 
Zwyciężył w skoku wzwyż (przed Colinem Gordonem z Gujany Brytyjskiej i Williamem Stargrattem z Kanady) oraz zdobył brązowy medal w skoku w dal (za Lenem Huttonem z Kanady i Reginaldem Revansem z Anglii) na igrzyskach Imperium Brytyjskiego w 1930 w Hamilton. Na tych samych igrzyskach zajął również 4. miejsce w biegu na 120 jardów przez płotki oraz startował bez powodzenia w biegach na 220 jardów i na 440 jardów przez płotki oraz w rzucie młotem. Na kolejnych igrzyskach Imperium Brytyjskiego w 1934 w Londynie nie ukończył biegu finałowego na 120 jardów przez płotki.
Był rekordzistą Związku Południowej Afryki w biegu na 120 jardów przez płotki (14,6 s uzyskany 15 września 1933 w Kapsztadzie), trzykrotnie w skoku wzwyż (do wyniku 1,905 m osiągniętego 21 sierpnia 1930 w Hamilton) oraz w skoku w dal (7,50 m uzyskany 31 sierpnia 1929 w Bloemfontein). Były to najlepsze wyniki w jego karierze. Rekord życiowy Voljoena w biegu na 100 jardów wynosił 9,8 s (ustanowiony 1 kwietnia 1929 w Kimberley).